# Джон Уилмът
Джон Уилмът, втори граф Рочестър (на английски: John Wilmot, 2nd Earl of Rochester), втори барон Уилмът ъф Адърбъри, 3-ти виконт Атлон е английски поет, драматург, благородник, военен, автор на сатирични и нецензурни стихове, и придворен в Реставрационния двор на крал Чарлз II. Реставрацията реагира срещу „духовния авторитаризъм" на Пуританската епоха. Рочестър въплъщава тази нова епоха и става толкова известен със своя разпуснат начин на живот, колкото и с поезията си, въпреки че двете са често свързани помежду им.
Той е определен от съвременника си Ендрю Марвъл като „най-добрият английски сатирик“ и по принцип се счита за най-значимия поет и най-начетеният сред реставрационните умове. Поезията му е широко цензурирана през Викторианската епоха, но се радва на възраждане от 20-те години на 20 век и е подложена на преоценка от известни лица на литературата като Греъм Грийн и Езра Паунд. Критикът Вивиан де Сола Пинто свързва либертинството на Рочестър с хобсовия материализъм.

## Живот

### Произход и ранни години
Джон Уилмът е роден на 1 април 1647 г. в Дичли Хаус – провинциално имение до градчето Чолбъри в Оксфордшър.
През 1652 г. баща му Хенри, виконт Уилмът, генерал-лейтенант от англо-ирландски произход, става 1-ви граф Рочестър заради военната си служба при крал Чарлз II по време на изгнанието на краля в епохата на Английската република. Пол Дейвис описва Хенри като „легендарен роялист, смел бонвиван и военен герой, който сам планира бъдещото бягство на Чарлз II на континента (включително прословутото му скриване в дъб) след катастрофалната битка при Уорчестър през 1651 г.“.
Майката на Джон – Ан Сейнт Джон, произхожда от древно благородническо англиканско семейство от Уилтшър и е роялистка (привърженичка на крал Чарлз I). Тя става Кръглоглава по време на първата Английска революция и клони към пуританството.
От 7-годишна възраст Рочестър има частни учители, а две години по-късно посещава гимназия в близкия град Бърфорд – Burford Grammar School. Той се справя доста добре с латинския и обича много творбите на Октавиан Август. Считан е за примерен и добре възпитан ученик.
Баща му умира през 1658 г., две години преди Реставрацията на Стюартите, и Джон Уилмът израства под покровителството на крал Чарлз II. Той наследява титлата „граф на Рочестър“ през април същата година. През януари 1660 г. постъпва в колеж „Уодам“ в Оксфорд, който е нов и сравнително беден. Разказват, че докато е там, 13-годишният младеж се развращава. През септември 1661 г., само на 14 години, му е връчена почетна магистърска степен от новоизбрания канцлер на университета Едуард Хайд, граф Кларендън, семеен приятел.
Като акт на благодарност към сина на Хенри Уилмът Чарлз II отпуска на Рочестър годишна пенсия от 500 британски лири. През ноември 1661 г. кралят го праща на тригодишна голяма обиколка във Франция и Италия и назначава доктор Ендрю Балфор за негов настойник. Това го излага в голяма степен на европейското (особено на френското) писане и начин на мислене. През 1664 г. Рочестър се завръща в Лондон и прави официалния си дебют в Реставрационния двор по Коледа.

### Елизабет Малет. Във флота. Придворен на крал Чарлз II
Редица учени предполагат, че кралят е играл бащинска роля в живота на Рочестър. Чарлз II предлага брака между него и богатата наследница Елизабет Малет, бъдеща графиня Рочестър (Elizabeth Malet; * 1651, Инмор, Съмърсет, Англия, † 20 август 1681, Спелсбъри, Оксфордшър, Англия) – дъщеря на Джон Малет от имение Инмор в Графство Съмърсет и на съпругата му Ънтон Холи, дъщеря на Франсис Холи – 1-ви барон Холи. Рочестър се увлича по Елизабет, но нейното алчно семейство се противопоставя на бедния Рочестър, който се уговаря с майка си да отвлече младата графиня. Самюъл Пийпс описва опита за отвличане в дневника си на датата 28 май 1665 г.: „на връщане у дома след вечеря в Уайтхол Елизабет е принудително преместена от каретата си от Рочестър, който я откарва със себе си. Вследствие на това 18-годишният граф прекарва три седмици в Тауър и е освободен едва след като написва разкаятелното си извинение до краля“.
Рочестър се опитва да се оневини, като доброволно участва във флота през Втората англо-холандска война през зимата на 1665 г., служейки под ръководството на Едуард Монтъгю, 1-ви граф Сендуич. Неговата смелост в битката при Воген, служейки на борда на кораба на адмирал Томас Тедеман, го прави военен герой. Доволен от поведението му, Чарлз II назначава Рочестър за Джентълмен на спалнята през март 1666 г., като му отпуска първокласна квартира в Уайтхол и пенсия от 1000 британски лири годишно. Длъжността включва възможността една на всеки четири седмици Рочестър да помага на краля при обличане и събличане, да сервира храната му, когато се храни насаме, и да спи в подножието на кралското легло.
През лятото на 1666 г. Рочестър се връща в морето на борда на кралския параход „Виктъри“ под ръководството на адмирал Едуард Спраг. Той отново показва изключителната си смелост в битка, включително и с гребане между плавателните съдове под силен оръдеен огън, за да предава съобщенията на адмирала на флота.
След завръщането си Рочестър възобновява ухажването на Елизабет Малет. Против желанието на семейството си Малет бяга с Рочестър и двамата се женят на 29 януари 1667 г. в параклиса Найтсбридж. След сватбата и придобиването на значителното състояние на съпругата му Рочестър и Елизабет се местят в провинцията, в голямото имение на Рочестър. Оттогава Елизабет Малет, която става Графиня Рочестър, контролира парите на съпруга си, който никога не може да бъде напълно финансово осигурен. Заедно двамата написват книга с поезия, чийто ръкопис се съхранява в университета в Нотингам. Раждат им се един син и три дъщери.
През октомври 1667 г. кралят дава специално разрешение на Рочестър за ранно встъпване в Камарата на лордовете, въпреки че му остават седем месеца до навършване на пълнолетие. Така кралят прави опит да засили броя на привържениците си сред лордовете.
Подрастващата актриса Нел Гуин почти сигурно е любовница на Рочестър. Впоследствие тя става дългогодишна любовница на Чарлз II. Гуин остава приятелка с краля за цял живот и негова политическа сътрудничка, а връзката ѝ с него носи влияние и статут на Рочестър в двора.

### Зрели години
Животът на Рочестър е разделен между провинциалния дом и буйното му пребиваване в двора. У дома той прекарва времето си в четене на книги и писане на пиеси и поезия, наливайки се с алкохол, което кара съпругата му Елизабет да се тревожи. В двора той е известен с пиянство, жизнерадостни разговори и екстравагантни забавления, и е част от Веселата банда (както ги описва Ендрю Марвъл). Веселата банда (на английски: The Merry Gang) процъфтява след 1665 г. в течение на около 15 години и включва Хенри Джърмин – 1-ви граф Сейнт Албанс, Чарлз Саквил – 6-и граф Дорсет, Джон Шефилд – 1-ви херцог Бъкингам и Норманби, драматурзите Хенри Килигрю, Сър Чарлз Седли, Уилям Уичърли и Джордж Етъридж, и Джордж Вилърс – 2-ри херцог Бъкингам. Гилбърт Бърнет пише за него, че: „В продължение на пет години той непрекъснато бе пиян ... [и] не ... напълно господар на себе си ... [което] го накара да ... извърши много диви и необясними неща." В Дневника на Самюъл Пийпс е описана една такава случка на 16 февруари 1669 г., когато Рочестър е поканен да вечеря с краля и холандския посланик: „Кралят вечеряше снощи при холандския посланик и след вечеря те пиха, и бяха доста развеселени. Сред останалата част от компанията на краля бяха онзи достоен мой другар – лорд Рочестър и Томас Килигрю, чието веселие и шеговитост толкова обидиха Рочестър, че той го перна по ухото в присъствието на краля, която наистина е много обидно за хората тук в двора...".
Действията му се считат за престъпление срещу краля и достъпът му до двора е забранен, въпреки че кралят скоро го кани обратно. Заради скандалното си поведение Уилмът неколкократно е прогонван от двора.
Дори и днес Рочестър е считан за един от най-големите представители на либертинството, не само заради галантните си сексуални авантюри, но и заради предполагаемата си бисексуалност. Последното е видно в многобройните му сонети, посветени на приятелите от Веселата банда, които обаче винаги са свързвани изглеждащата само художествена възхита. Общото между вкусовете и идеите поражда интензивна и дълбока връзка между Джон Уилмът и неговия приятел Джордж Етъридж, която с времето преминава от любов към литературата и театъра към сексуална връзка. Двамата решават да стартират кариера заедно в света на развлеченията, като пишат различни стихове и пиеси. Етъридж става образец на стила за произведенията на Рочестър. От друга страна драматургът е вдъхновен от еклектичната и непочтителна фигура на Джон Уилмът в създаването на своя либертинския герой Доримант в пиесата си „Контето“ (The Man of Mode) от 1676 г. – театрална възхвала на Рочестър и най-добрата комедия на нравите, написана в Англия преди появата на Уилям Конгрив, както и една от най-емблематичните пиеси на английския театър на Реставрацията.
След като навлиза в света на лондонския театър и трупи, Уилмът финансира постановките на своя приятел Етъридж. Така той се запознава с Елизабет Бари – млада и неопитна актриса. През 1673 г. започва да ѝ дава уроци по актьорско майсторство и тя се превръща в най-известната актриса на Реставрацията. През 1675 г. двамата вече са любовници и връзката им продължава около пет години. През 1677 г. Бари ражда дъщеря от Рочестър на име Елизабет (живяла 13 години). Тя ражда дъщеря и на приятеля му Етъридж. Актрисата е аплодираната звезда на всички пиеси на Уилма, включително и на сатирата за Чарлз II от 1674 г., известна като „Сатирът“. Пиесата е критика на склонността на монарха да дава привилегии и земи на всяка жена, която му стане любовница, като издръжката на тези жени и незаконните му деца пада върху плещите на английския народ. Отношенията между Бари и Рочестър се изострят, след като графът започва да се възмущава от успехите ѝ. Той пише в свое стихотворение: „„Не че съм уморен от това да съм твой и само твой, но с какво лице мога да склоня да те проклинам, че си само моя?... И дали моята Целия ще бъде затворена? Не, живей според могъщия си ум и бъди любовница на човечеството!".
През 1673 г. драматургът Джон Драйдън посвещава на Рочестър комедията си Marriage A-la-Mode, признавайки помощта му при написването ѝ.
Когато съветникът на краля и приятел на Рочестър Джордж Вилърс губи властта през 1673 г., положението на Рочестър също се влошава. По време на коледните тържества в Уайтхол същата година той изнася сатира пред Чарлз II на име „На остров Британия“, в която критикува краля за това, че е обсебен от секса за сметка на кралството. Реакцията на Чарлз води до прогонването на Рочестър от двора до февруари. През това време графът живее в имението си в Адърбъри (на 5 км от град Банбъри, Оксфордшър). Въпреки това, през февруари 1674 г., след много петиции от страна на Рочестър, кралят го прави горски патрул на парка Удсток.
Рочестър изпада отново в немилост през 1676 г. Късно вечер в град Епсъм той се сбива със стражар в конфликт, провокиран от самия него, и един от приятелите му и негов любовник – Били Даунс, е убит с щик. Графът изчезва от местопрестъплението и отношенията му с монарха достигат рекордно ниско ниво. След този инцидент Рочестър бяга за кратко в Тауър Хил, където се представя за Доктор Бендо. Той твърди, че умее да лекува безплодие и други гинекологични проблеми. Гилбърт Бърнет остроумно отбелязва, че практиката на Рочестър не е безуспешна, което предполага застъпничеството на Бърнет за него като таен донор на сперма. Понякога Рочестър е в ролята на строгата г-жа Бендо, вероятно за да може да преглежда насаме младите жени, без да предизвиква подозренията на съпрузите им. По-късно той е възстановен в Камарата на лордовете, където отново заема мястото си след отсъствие от седем седмици.

### Смърт
На 33-годишна възраст Рочестър е на смъртно легло заради последиците от сифилис, гонорея или други венерически заболявания, съчетано с тези на алкохолизъм като цироза. Карол Ричардс оспорва това с аргумента, че е по-вероятно той да е починал от бъбречна недостатъчност поради хроничен нефрит (Болест на Брайт). В последните седмици от живота му майка му праща до леглото му в Удсток своите религиозни сътрудници, по-специално Гилбърт Бърнет – бъдещ епископ на Солсбъри. След като чува, че Бърнет си тръгва, Рочестър измърморва последните си думи: „Приятелят ми остави ли ме? Тогава скоро ще умра“. В ранната сутрин на 26 юли 1680 г. Рочестър, за когото се грижат майка му и съпругата му, умира „без трепет и без звук“. Погребан е в църквата на селището Спелсбъри в Оксфордшър. На 20 август 1681 г. умира неговата 29 или 30-годишна съпруга Елизабет, а на 12 ноември – и техният 10-годишен син Чарлз.
В „Няколко епизода от живота и смъртта на почтения Джон Уилмот, граф Рочестър“ (Some Passages of the Life and Death of the Honourable John Wilmot Earl of Rochester), публикувана от преподобния Бърнет, се твърди, че на смъртното си легло Рочестър отхвърля либертинството и приема англиканството. Тази история е цитирана в множество религиозни трактати в следващите два века. Тъй като тя се появява в собствените писания на Бърнет, нейната достоверност е оспорвана от някои учени, които го обвиняват, че е измислил историята, за да подобри собствената си репутация. Достоверността на събитието е съмнителна, тъй като единственият източник за него е Бърнет, който често критикува Рочестър за начина му на живот и може да е измислил историята, за да я използва за свои цели. Например той я използва, за да унищожи много от неговите неиздавани произведения. От друга страна Греъм Грийн в биографията си на Уилма нарича книгата на Бърнет „убедителна“.

## Деца
- Лейди Ан Уилмът (Lady Anne Wilmot; * 30 август 1669 (кръстена) в Дичли Хаус, Оксфордшър; † 8 август 1703, Дичли Хаус, Оксфордшър[33]), ∞ 1. за Хенри Бейнтън, провинциален джентълмен и политик, от когото ражда един син и една дъщеря – Ан Байнтън (майка на сър Едуард Бейнтън-Ролт, 1-ви баронет[34]), ∞ 2. за заслужилия поет и депутат Франсис Гревил (* 1 юли 1667, † 11 октомври 1710), първороден син на Фулке Гревил – 5-и барон Брук от Бошам Корт, от когото ражда двама сина: 6-и 7-и барон Брук (баща на Франсис Гревил – 1-ви граф Уорик[35]);

- Чарлз Уилмът (Charles Wilmot, 2nd Earl of Rochester; 2 януари 1670/71 (кръстен) в Аърбъри, Оксфордшър, † 12 ноември 1681), 3-ти граф Рочестър;
- Лейди Елизабет Уилмът (Lady Elizabeth Wilmot; 13 юли 1674 (кръстена) в Адърбъри, Оксфордшър, † 1 юли 1757); ∞ 8 юли 1689 за Едуард Монтъгю, 3-ти граф Сендуич (* 10 април 1670, † 20 октомври 1729), от когото ражда една дъщеря (починала млада) и един син – Едуард Монтъгю, виконт Хинчингбрук, баща на Джон Монтъгю, 4-ти граф Сендуич (на когото е кръстен санвичът). Тя става известна със своята ученост и остроумие;
- Лейди Малет Уилмът (Lady Malet Wilmot; 6 януари 1676 (кръстена) в Адърбъри, Оксфордшър, † 13 януари 1708/1709),[36] ∞ 18 август 1692 за Джон Вон – първи виконт Лисбърн, от когото има един син – Уилмът Вон, 3-ти виконт Лисбърн и баща на Уилма Вон – 1-ви граф Лисбърн, прародител на настоящия граф.

## Творчество

### Творби и философия
Поетичните творби на Рочестър варират в широки граници по форма, жанр и съдържание. Той е част от „банда джентълмени, които пишеха с лекота“ и чиято поезия е по-скоро в ръкописи, отколкото в публикации. Някои от творбите на Рочестър се занимават с актуални проблеми като сатира на придворни дела в libels (вид поетичен жанр, силно политизиран и по-суров от сатирата) и пародии на стиловете на неговите съвременници като сър Кар Скруп. Той е известен и с импровизациите си, една от които е закачливата епиграма за Чарлз II: „Имаме доста остроумен крал,/на чиято дума никой човек не разчита./ Той никога не е казвал глупости,/и никога не е правил мъдрини. Говори се, че Чарлз II е отговорил: „Това е вярно, защото думите ми са мои, но действията ми са на моите министри“.
Нихилистки ученик на философа Томас Хобс и на либертинци като Теофил дьо Вио и Клод льо Пти – последователи на мисълта на Епикур, Рочестър води живот на сексуални авантюри както с жени, така и с мъже, и практикуват дискретен хедонизъм. Той пише, че единствените му принципи са „насилствената любов към удоволствието" и „едно добро предразположение към екстравагантното удоволствие".
Поезията на Рочестър показва редица знания и влияния. Те включват имитации на Франсоа дьо Малерб, Пиер дьо Ронсар и Никола Боало-Депрео. Той също така превежда или адаптира класически автори като Петроний, Лукреций, Овидий, Анакреон, Хораций и Сенека. Поезията му е силно повлияна от произведенията на Джон Дън и Ейбръхам Каули. Макар че му липсват поетическите умения на повечето негови съвременници, той компенсира това с остър език и саркастично остроумие. Сред най-известните му поеми са A Satyr Against Mankind (1675), унищожителна критика на рационализма и оптимизма, и History of Insipids (1676), изпълнена с нападки срещу управлението на неговия покровител Чарлз II. Писанията на Рочестър са едновременно предмет на възхищение и на скандал. „Сатира срещу човечеството“ (1675) е едно от малкото стихотворения, които той публикува (отпечатано е през 1679 г.). То е остра критика на рационализма и оптимизма, която противопоставя човешкото коварство на животинската мъдрост.
По-голямата част от поезията му е публикувана посмъртно. Тъй като повечето от стихотворенията му са циркулирали само в ръкописна форма, докато е бил жив, вероятно голяма част от творбите му не са оцелели. Бърнет твърди, че преобръщането на вярата на Рочестър го е накарало да поиска „всичките му нечисти и неприлични писания“ да бъдат изгорени; не е ясно колко (ако има такива) от писанията му са унищожени.
Рочестър се интересува и от театър. В допълнение към интереса си към актрисите той пише адаптация на трагедията „Валентиниан“ (1685) от Джон Флетчър, сцена за „Завоеването на Китай“ от сър Робърт Хауърд, пролог към „Императрицата на Мароко“ (1673) от Елкана Сетъл и епилози към „Любов в тъмнината“ (1675) от Франсис Фейн и „Цирцея, трагедия“ от Чарлз Девънант (1677).
На Рочестър се приписва сатиричната пиеса „Содом или Квинтесенцията на разврата“ (Sodom, or the Quintessence of Debauchery), публикувана през 1684 г. Тя е считана за доста противоречива и неприлична поради историята, която разказва: как похотливият цар решава да установи свободата на нацията и позволява содомията да се практикува на цялата територия. Пиесата се счита за първото театрално произведение в света с порнографски произход. Никога не е било доказано успешно, че авторът ѝ е Рочестър. Посмъртните препечатки на „Содом“ обаче пораждат съдебни преследвания за непристойност и биват унищожени. На 16 декември 2004 г. едно от малкото оцелели копия на пиесата е продадено от Сотбис за 45 600 британски лири.
Сколаршип идентифицира приблизително 75 автентични стихотворения на Рочестър. Три основни критични издания на Рочестър през 20 век възприемат доста различен подход за удостоверяване и организирането на неговото творчество. Изданието на Дейвид Виет (David Vieth) от 1968 г. приема силно биографична организация, модернизира правописа и озаглавява разделите на книгата „Творчество на чирака“, „Ранна зрялост“, „Трагична зрялост“ и „Разочарование и смърт“. Изданието на Кийт Уокър (Keith Walker) от 1984 г. възприема жанрово-ориентирания подход, връщайки се към по-старите правописи и случайности в опит да представи документи по-близо до тези, които би получила аудитория от 17 век. Изданието на Харолд Лав (Harold Love) на Оксфордския университет от 1999 г., което е научният стандарт днес, отбелязва добросъвестно историята на вариациите, но подрежда произведенията в жанрови секции от лично към обществено.

### Прием и влияние
Рочестър е модел за редица развратни герои в пиеси от епохата, като тези на Дон Джон в „Развратникът“ (1675) от Томас Шадуел и на Дориманте в „Контето“ от Джордж Етъридж (1676). Междувременно той е възхваляван от съвременниците си. Афра Бен хвали неговата поезия и базира няколко от своите противоречиви и неморални персонажи на графа на Рочестър. Ендрю Марвъл го описва като „единственият мъж в Англия, който носеше истинската жилка на сатирата". Даниел Дефо го цитира в „Мол Фландърс“ и го обсъжда в други свои произведения. Волтер, който говори за Рочестър като за „гениалният човек, великият поет“, се възхищава на сатирата му заради „енергията и огъня“ и превежда някои редове на френски, за да „покаже блестящото въображение, с което само негова светлост можеше да се похвали“.
Към 50-те години на 18 век репутацията на Рочестър пострадва, тъй като либералността на епохата на Реставрацията затихва. Самюел Джонсън го счита за безполезен и разпуснат развратник. Хорас Уолпол го описва като „човек, когото музите са обичали да вдъхновяват, макар че са се срамували да си признаят това“. Въпреки това общо пренебрежение към Рочестър Уилям Хезлит коментира, че неговите „стихове са изрязани и искрят като диаманти“ докато „епиграмите му са били най-горчивите, най-лесните и най-истинските, писани някога“. Позовавайки се на перспективата на Рочестър, Хазлит пише, че „презрението му към всичко, което другите уважават, почти се равнява на възвишеност". Междувременно Гьоте цитира „Сатира срещу разума и човечеството“ на английски в своята „Автобиография“. Въпреки това делото на Рочестър е пренебрегвано до голяма степен през Викторианската епоха.
Репутацията на Рочестър започва да се възвръща едва през 20-те години на 20 век. Езра Паунд в своя ABC of Reading сравнява поезията му благосклонно с по-известни фигури като Александър Поуп и Джон Милтън. Греъм Грийн определя Рочестър като „разглезен пуританин". Въпреки че Ф. Р. Ливис твърди, че „Рочестър не е велик поет от какъвто и да е тип“, Уилям Емпсън му се възхищава. Феминистката писателка Джърмейн Гриър поставя под въпрос валидността на оценката на Рочестър като пиян развратник и приветства чувствителността на някои от текстовете му.
Рочестър е на 6-о място в списъка „Top 30 класация на най-еротичните писатели в Лондон“ на Time Out. Том Морис, асоцииран режисьор на Кралския национален театър, казва, че „Рочестър ми напомня за непринуден бракониер, който се движи безшумно през нощта и се цели във всяка правило, което се движи. Епископ Бърнет, който го подготви за неправдоподобно покаяние на смърното му легло, казва, че не е бил в състояние да изрази никакво чувство без клетва и нецензурни думи. Изглеждал е като пънк в редингот. Но след като сламените кукли са умъртвени, Рочестър празнува сам самичък на сексуален пейзаж.

## Джон Уилмът в съвременната популярна култура
- „Развратникът“ (The Libertine) – пиеса от 1994 г. на Стивън Джефрис, поставена в Театър Royal Court; основана на елементи от биографията на Джон Уилмът.
- „Развратникът“ (The Libertine) – игрален филм от 2004 г., базиран на пиесата на Джефрис; в ролите: Джони Деп като Рочестър, Саманта Мортън като Елизабет Бари, Джон Малкович като крал Чарлз II и Розамунд Пайк като Елизабет Малет. Филмът печели наградата за най-добра поддържаща актриса (Розамунд Пайк) на Британските награди за независими филми.
- Signor Dildo – част от стихотворение на Рочестър, рецитирано от Майкъл Найман във филма „Развратникът“.[57]
- „Министерството на удоволствието“ (The Ministry of Pleasure) – пиеса от Крейг Бакстър, която драматизира живота на Уилма и е поставена в лондонския Театър „Лачмир“ (днешен Theatre503) през 2004 г.
- „Няма рай, а удоволствие“ (No Paradise but Pleasure) – еротичната повест на Ана Лиеф Саксби от 1996 г. с главен герой Рочестър
- ‘Of Ink, Wit and Intrigue – Lord Rochester in Chains of Quicksilver' – исторически роман на Сюзън Купър-Бриджуотър от 2014 г. за живота на Рочестър.
- There She Goes, My Beautiful World – песен на Ник Кейв от 2004 г. от албума Abattoir Blues / The Lyre of Orpheus, която включва репликите John Wilmot penned his poet / Riddled with the box.

## Сборници с произведенията на Джон Уилмът
- Delphi Complete Works of John Wilmot, Earl of Rochester. Delphi Classics; 1st edition (24 Jun. 2014)
- Vieth, David. The Complete Poems of John Wilmot, Earl of Rochester. Yale University Press; New Ed edition (11 Oct. 2002)
- Wilmot, John и др. The Complete Poems of John Wilmot, Earl of Rochester.   New Haven, CT, U.S., Yale University Press, New Ed edition, 2002. ISBN 0-300-09713-1.
- Wilmot, John. The Debt to Pleasure.   NYC, NY, U.S., Routledge/Taylor and Francis Group, 2002. ISBN 0-415-94084-2.
- Wilmot, John. The Complete Works. Penguin Classics S., 1994.
- The Works of John Wilmot, Earl of Rochester (Harold Love ed.). Oxford University Press; 1st edition (July 8, 1999
- John Wilmot, Earl of Rochester: The Poems and Lucina's Rape (Keith Walker and Nicholas Fisher eds.). Wiley-Blackwell; 1st edition (March 21, 2013)